# Giuseppe Simone Assemani

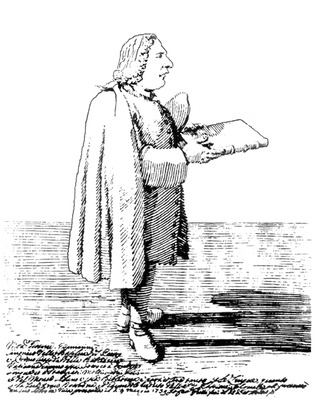
Giuseppe Simone Assemani.

Giuseppe Simone Assemani, född 1687 i Tripoli, död 14 januari 1768 i Rom, var en syrisk-italiensk orientalist.

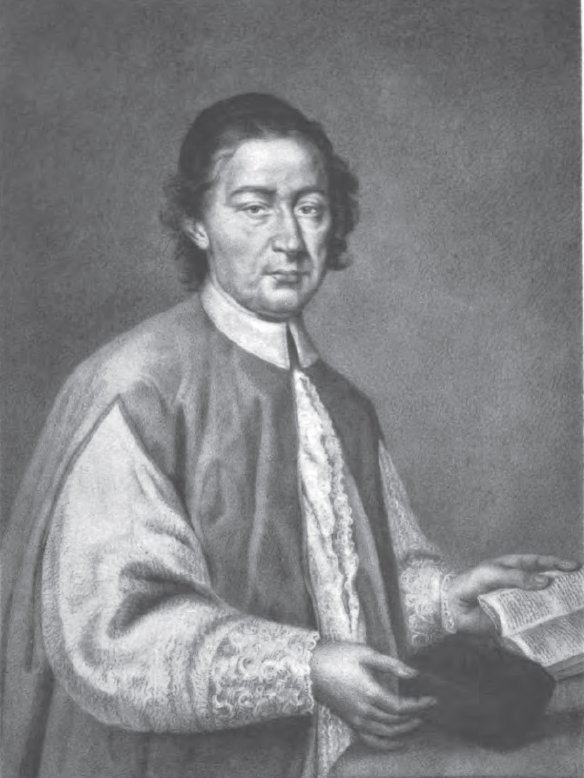
Giuseppe Simone Assemani.

Assemani ägnade sig i Syrien och Egypten åt stjäla handskrifter för Vatikanska biblioteket, och utgav Bibliotheca orientalis Clementino-Vaticana (4 band 1719-28).